# 试制五式47公厘自行火炮
试制五式47公厘自行火炮HO-RU （日语：試製五式四十七粍自走砲 ホル），是大日本帝国陆军于二战末期开发的兵器，车体低矮，搭载一式四十七公厘戦車砲Ⅱ型，但是仍未实现战斗室完全封闭，战斗室是半开放的。
昭和20年（公历1945年）2月研究開始，4月份設計完成。火砲由大阪造兵廠製作、車体由第四陸軍技術研究所研制。6月末47公厘砲I型完成并装上了第一辆试作车，有说法说到停战时完成了几辆预生产型但是没有可靠证据。
简单地说它就是日本版的追猎者，即利用老旧的九五式轻战车车体改造成的反坦克自行火炮。